# Венера-3
«Венера-3» — радянська автоматична міжпланетна станція, призначена для дослідження планети Венера.
Здійснила політ в парі з «Венерою-2». Вони не змогли передати дані про Венеру, але допомогли отримати наукову інформацію про космічний і навколопланетний простір в рік спокійного Сонця. Великий обсяг вимірювань під час польоту являв собою велику цінність для вивчення проблем наддалекого зв'язку і міжпланетних перельотів. Було вивчено магнітні поля, космічні проміння, потоки заряджених частинок малих енергій, потоки сонячної плазми і їх енергетичні спектри, космічні радіовипромінювання і мікрометеорити.

## Технічна характеристика
Маса апарата становила — 960 кг. Станція «Венера-3» складалася з орбітального відсіку та апарата приземлення. Апарат приземлення був створений у вигляді сфери діаметром 0,9 метра. В апараті приземлення було розміщено металевий глобус Землі. В апараті спуску знаходилися наукові прилади.

## Запуск і політ
Станцію «Венера-3» було запущено 16 листопада 1965 року о 7 годині 19 хвилин київського часу з космодрому Байконур. 26 грудня 1965 року було проведено корекцію траєкторії польоту станції «Венера-3». У цей час станція знаходилася на відстані близько 13 мільйонів кілометрів від Землі. 15 лютого 1966 року зв'язок з апаратом було втрачено. 01 березня 1966 року станція досягла планети Венера і врізалася в її поверхню в районі від -20° до +20° по широті і від 60° до 80° східної довготи. Станція «Венера-3» стала першим космічним апаратом, який досяг поверхні іншої планети. За деякими припущеннями зв'язок з апаратом було втрачено на три місяці раніше, і апарат міг ніколи насправді не врізатися у Венеру.

## Результати досліджень
За час польоту зі станцією «Венера-3» було проведено 63 сеанси зв'язку (26 з «Венера-2»). Але внаслідок поломки системи управління станція вийшла з ладу ще до підльоту до планети Венера.
За чотири доби до старту «Венери-3», 12 листопада 1965 року, було запущено станцію «Венера-2», яка мала подібну конструкцію як і «Венера-3». Станція «Венера-2» пролетіла поблизу планети Венера (на відстані 24 000 км) 27 лютого 1966 року, на дві доби раніше, ніж станція «Венера-3».